# Aleksander Fjodorovič Kerenski
Aleksander Fjodorovič Kerenski (rusko Алекса́ндр Фёдорович Ке́ренский), ruski politik, * 4. maj (22. april, ruski koledar) 1881, Simbirsk, Ruski imperij (danes Uljanovsk, Rusija, † 11. junij 1970, New York, ZDA.
Kerenski je bil ministrski predsednik začasne vlade med februarsko in oktobrsko revolucijo leta 1917, dokler na oblast ni prišel Lenin. Po končani revoluciji je do leta 1940 živel v Parizu, ob začetku 2. svetovne vojne pa je odšel v ZDA, kjer je tudi umrl. Pokopan je v Londonu.